# Monumento natural Cueva Solkota
Monumento natural Cueva Solkota (en georgiano, სოლკოტას მღვიმე) es una cueva kárstica ubicada a 2,3 km al norte del pueblo de Kumistavi, conocido por el cercano Monumento natural Cueva de Prometeo, en el municipio de Tskaltubo en la región de Imericia en Georgia. La cueva se encuentra en el margen izquierdo del río Semi, a 379 metros sobre el nivel del mar.

## Morfología
La cueva se formó en el macizo kárstico de Sataphlia-Tskaltubo. La entrada se encuentra en el fondo de un pozo en una topografía kárstica cubierta por vegetación. Desde allí, el corredor empinado se expande a 10-15 m y se transforma en un piso horizontal que conduce a una cámara con una altura de casi 30 m. La cueva tiene una interesante diversidad de sedimentos químicos, estalactitas y estalagmitas. De particular interés son las estalactitas de 5 m de espesor, tamaño poco común en Europa. También es notable una estalagmita de 8 m de altura con una circunferencia de 8,5 m en la parte inferior y 4,5 m en el medio.

## Fauna
Entre las especies habitantes de la cueva se incluyen Trachysphaera, Colchidoniscus, Laemostenus, Arrhopalites, Pygmarrhopalites, Plutomurus y Oxychilus.

## Hallazgos paleontológicos
La cueva es un monumento paleontológico y en particular de paleontología molecular. En las estalagmitas de la cueva de Solkota se conservaron antiguas moléculas de ADN de mamíferos (oso, corzo, murciélagos) y plantas (castaño, avellana, lino). También se han encontrado huesos de oso de las cavernas. 